# Iced Earth
Iced Earth je americká metalová skupina kombinující pocházející z Floridy. První čtyři studiovky jsou převážně thrash metalové. Skupina založil v roce 1984 pod názvem Rose, poté Purgatory, kytarista, skladatel a frontman Schaffer a původní bubeník Greg Seymour. Schaffer je dodnes jediným původním členem skupiny. Celkem vydali celkem 11 studiových alb. První dvě alba Iced Earth (1990) a Night of the Stormrider (1992) se instrumentálně liší od ostatních alb.

## Historie

### 1985-1991
Skupina měla na začátku svého působení finanční problémy. Prvním zpěvákem skupiny byl Gene Adam, který se skupinou nahrál dvě demonahrávky Psychtic Dreams (1986) a Enter The Realm (1988). Kromě dvou demonahrávek ještě se skupinou vydal debutové album, které nese stejnojmenný název jako název skupiny Iced Earth. V roce 1991 ze skupiny Gene Adam odešel, důvod byl, že mu Jon Schaffer nedovoloval psát texty písní.

### 1992-1994
Adama nahradil zpěvák John Greely, který s Iced Earth nahrál druhé album „Night of the Stormrider“, které obsahuje skladbu Angels Holocaust, která měla být původně úvodní znělka k filmu, ale nakonec tato nahrávka k filmu použita nebyla.
Jedná se o velmi kvalitní album, které je považováno za jejich nejlepší.

### AlbumBurnt Offerings
Druhá úspěšná studiovka kapely, v čele s novým zpěvákem Mattem Barlowem. Album je považováno za jejich nejtvrdší. Vyšlo 14. dubna 1995.
V roce 2004 přišel do skupiny Tim „Ripper“ Owens, známý především z Heavy metalové legendy Judas Priest, který nahradil Matta Barlowa. Matt Barlow neměl čas na kapelu, důvod byl, že se musel starat o rodinu, kterou dlouho zanedbával. Ale v roce 2008 přišel znovu. S kapelou nahrál album The Crucible of Man: Something Wicked Part 2. V roce 2010 opět odchází a o rok později zakládá svoji novou skupinu Ashes of Ares.

## Rok 2011-?
Roku 2011 přišel do skupiny zpěvák Stuart Block, známý ze skupiny Into Eternity, která hraje Progressive Death metal. Ale v Iced Earth se musel přeorientovávat na Heavy metal. Tento zpěvák má velice dobrý hlas, něco mezi Robem Halfordem z Judas Priest A Brucem Dickinsnem z Iron Maiden. Ale v některých skladbách má sklony k jemnějšímu growlingu. Téhož roku vydal se skupinou velmi úspěšné album Dystopia, ke kterému napsal nejvíce skladeb z celé skupiny. V roce 2014 vydává Iced Earth své druhé album s novým zpěvákem a celkově jedenácté v řadě Plagues of Babylon, které je také velice kvalitní. Tour k tomuto albu zvládli ve stejný rok. Roku 2017 bylo vydáno nové album s názvem Incorruptible.

## Diskografie
Demonahrávky:
- Psychotic Dreams (1985)
- Enter The Realm (1989)

Studiová alba:
- Iced Earth (1990)
- Night of the Stormrider (1992)
- Burnt Offerings (1995)
- The Dark Saga (1996)
- Something Wicked This Way Comes (1998)
- Horror Show (2001)
- The Glorious Burden (2004)
- Framing Armageddon: Something Wicked Part 1 (2007)
- The Crucible of Man: Something Wicked Part 2 (2008)
- Dystopia (2011)
- Plagues of Babylon (2014)
- Incorruptible (2017)

Živá alba:
- Alive in Athens (1999)
- Festivals of the Wicked (2011)

## Členové

### Současní
- Jon Schaffer - Rytmická kytara, doprovodný zpěv (1985-?)
- Brent Smedley - Bicí (1996-1997, 1998-1999, 2006-2013, 2015-?)

### Bývalí
- Gene Adam - Zpěv (1988-1991)
- John Greely - Zpěv (1991-1992)
- Matt Barlow - Zpěv (1993-2003, 2007-2011)
- Tim Owens - Zpěv (2003-2007)
- Stu Block - Zpěv (2011-2021)
- Bill Owen - Sólo kytara (1985-1988)
- Randall Shawver - Sólo kytara (1988-1998)
- Larry Tarnowski - Sólo kytara (1998-2003)
- Ralph Santolla - Sólo kytara (2003-2004)
- Ernie Carletti - Sólo kytara (2006)
- Tim Mills - Sólo kytara (2006-2007)
- Troy Seele - Sólo kytara (2007-2016)
- Jake Dreyer - Sólo kytara (2016-2021)
- Richard Bateman - Bass (1985-1986)
- Dave Abell - Bass (1986-1996)
- James MacDonough - Bass (1996-2000, 2001-2004)
- Steve DiGiorgio - Bass (2000-2001)
- James Bo Wallace - Bass (2006-2007)
- Dennis Hayes - Bass (2007-2008)
- Freddie Vidales - Bass (2008-2012
- Luke Appleton - Bass (2012-2021)
- Greg Seymour - Bicí (1985-1989)
- Mike Gill - Bicí (1989-1991)
- Rick Secchiari - Bicí (1991-1992)
- Rodney Beasley - Bicí (1992-1995)
- Mark Prator - Bicí (1995-1996, 1997-1998)
- Richard Christy - Bicí (2000-2004)
- Bobby Jarzombek - Bicí (2005-2006)
- Raphael Saini - Bicí (2013)
- Jon Dette - Bicí (2013-2015)